# Fidélie Kabinda
Fidélie Kabinda Mutonji, née le 28 décembre 1974 à Lubumbashi, est une femme politique de la République démocratique du Congo. Elle est députée nationale, représentant la province de Lomami dans la circonscription de Luilu, sous l'étiquette de l'organisation politique AV, membre du groupe parlementaire bonne gouvernance. Son mandat actuel a débuté le 12 février 2024 et se termine le 15 décembre 2028. 

## Biographie

### Carrière politique
Avant son élection au Parlement, Fidélie Kabinda Mutonji a exercé les fonctions de maire de la ville de Mwene-Ditu, située dans la province de Lomami. En tant que députée nationale, elle siège à la commission de l'aménagement du territoire, des infrastructures et des nouvelles technologies de l'information et de la communication,.
Fidélie Kabinda Mutonji est également active sur le terrain, comme en témoigne sa tournée à Mulundu. Son engagement politique est centré sur la promotion de la bonne gouvernance et le développement des infrastructures dans sa circonscription et au niveau national.